# エラトー

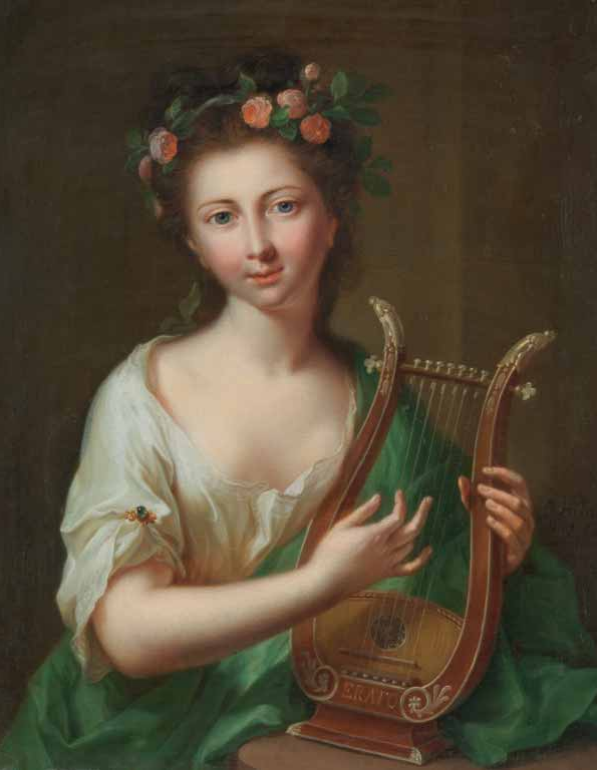
ヨハン・ハインリヒ・ティシュバインが1779年に描いた『恋愛詩のミューズ、エラトーの肖像』。

エラトー（古希: Ἐρατώ、古代ギリシア語ラテン翻字: Eratō）は、ギリシア神話に登場する女神、ニュンペーである。長母音を省略してエラトとも表記される。主に、
- ムーサの1人
- アルカスの妻

の2人が知られている。以下に説明する。

## ムーサの1人
このエラトーは、文芸の女神ムーサたち（ムーサイ）の1柱で、すべてのムーサたちと同じく大神ゼウスとムネーモシュネーの娘で、カリオペー、クレイオー、メルポメネー、エウテルペー、テルプシコラー、タレイア、ポリュムニアー、ウーラニアーと姉妹 。抒情詩、歌唱、舞踏により愛情を表現する女神である。
「独唱歌」（独吟叙事詩）を司る。表される際の持ち物は、竪琴だが、この様にムーサたちが細分化されたのはローマ時代のかなり後期になってからである。他のムーサたちと同様、単独の神話はほとんど無い。音楽家タミュリスはエラトーの子といわれることがある。

## ニュムペーのエラトー
このエラトーは、アルカディア地方の木のニュムペー（ドリュアス）である。アルカスと結婚し、アザーン、アペイダース、エラトスを生んだ。
エラトーはもともとリュコスラ近くのデスポイナ女神の神域のパーン神域に仕えた巫女であり、参拝者に神託を伝える役目を果たしていた。しかしパーンの神域が神託を行っていたのは古い時代のことで、パウサニアースの時代には廃れてしまっていた。

## その他のエラトー
- 海の女神ネーレーイスたちの1人[8]。
- ダナオスの50人の娘の1人[9]。
- テスピオスの50人の娘の1人[10]。

## ギャラリー

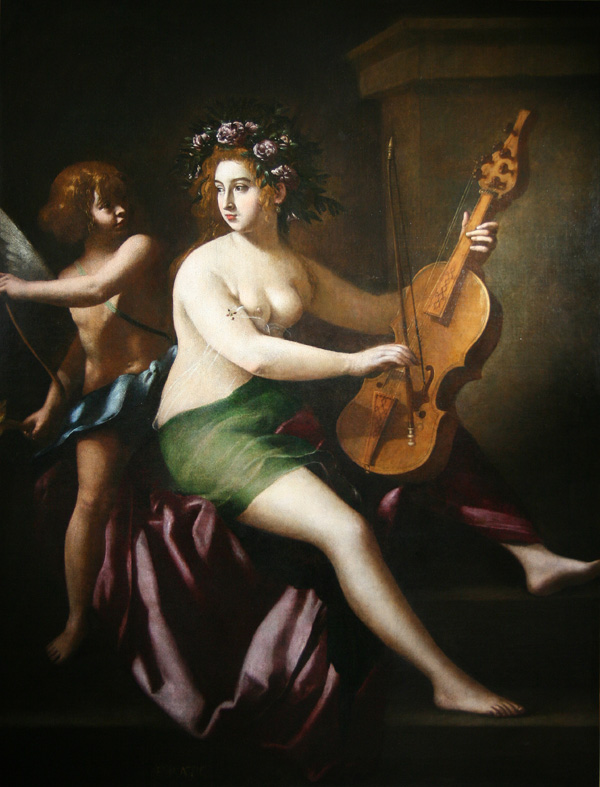
ジョヴァンニ・バリオーネ『エラトー、独唱歌を司るムーサ』（1620年） アラス美術館所蔵
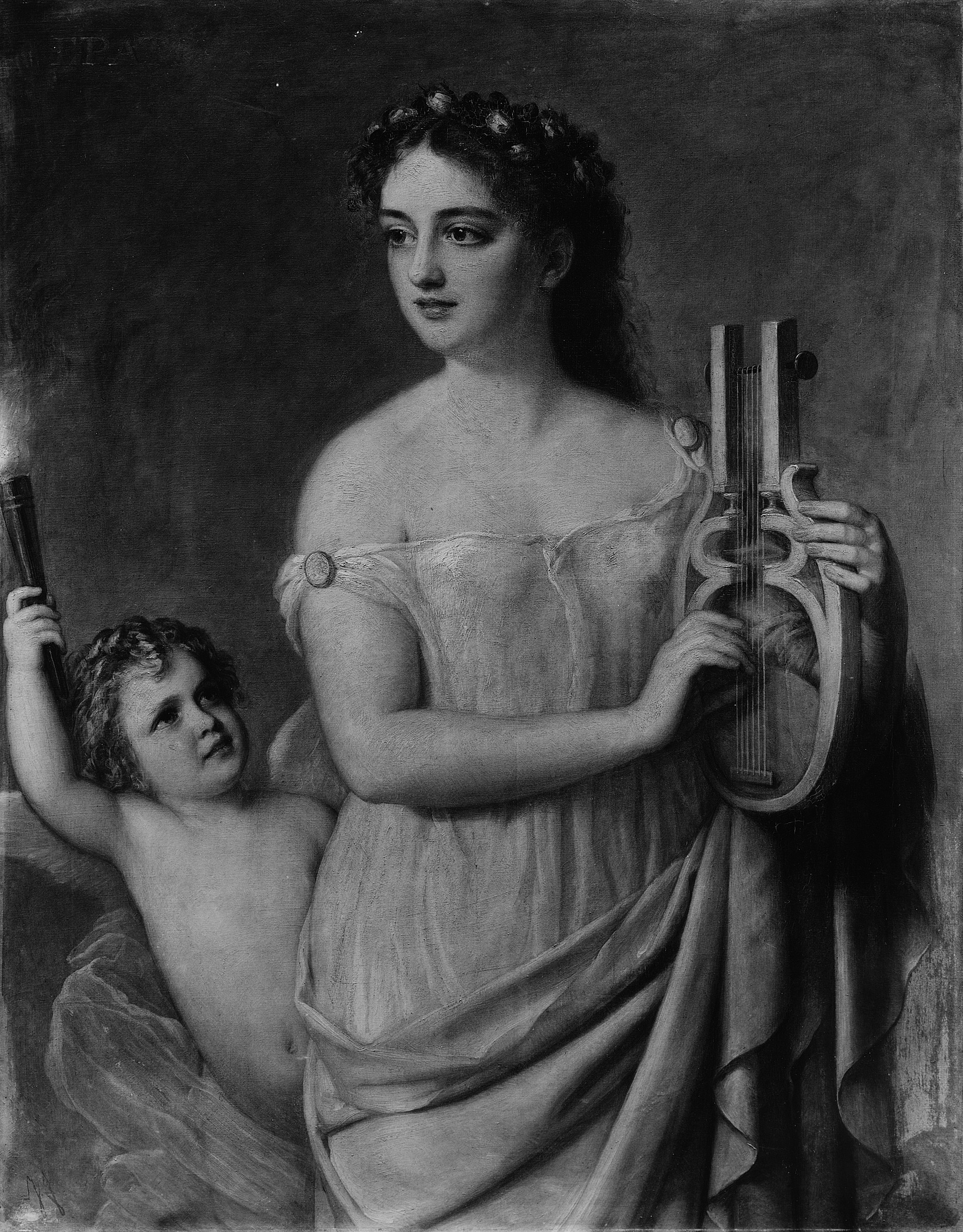
ジュゼッペ・ファニャーニ『エラトー』（1869年） メトロポリタン美術館所蔵
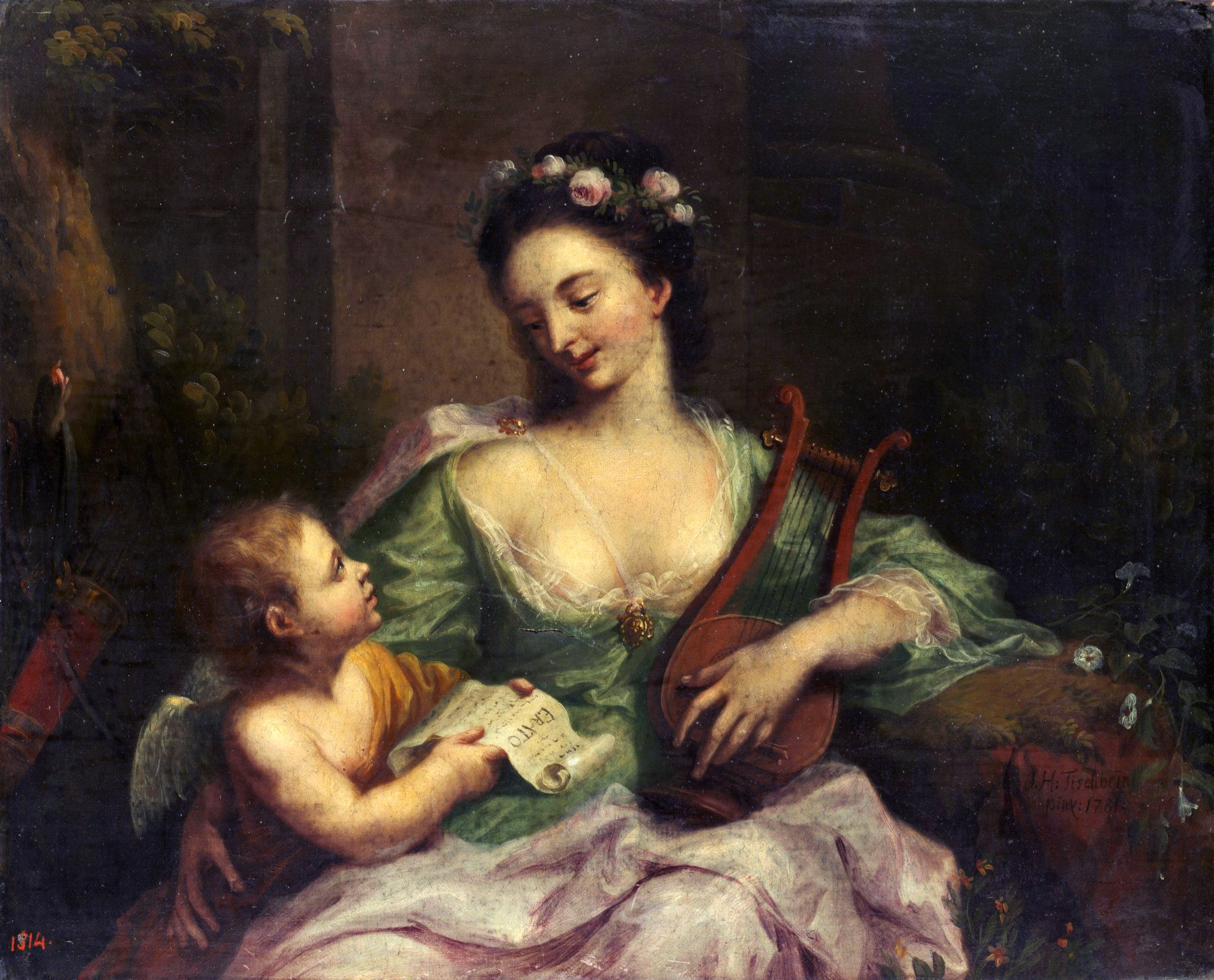
ヨハン・ハインリヒ・ティシュバイン『エラトー』（1781年） カッセル市立美術館（英語版）所蔵
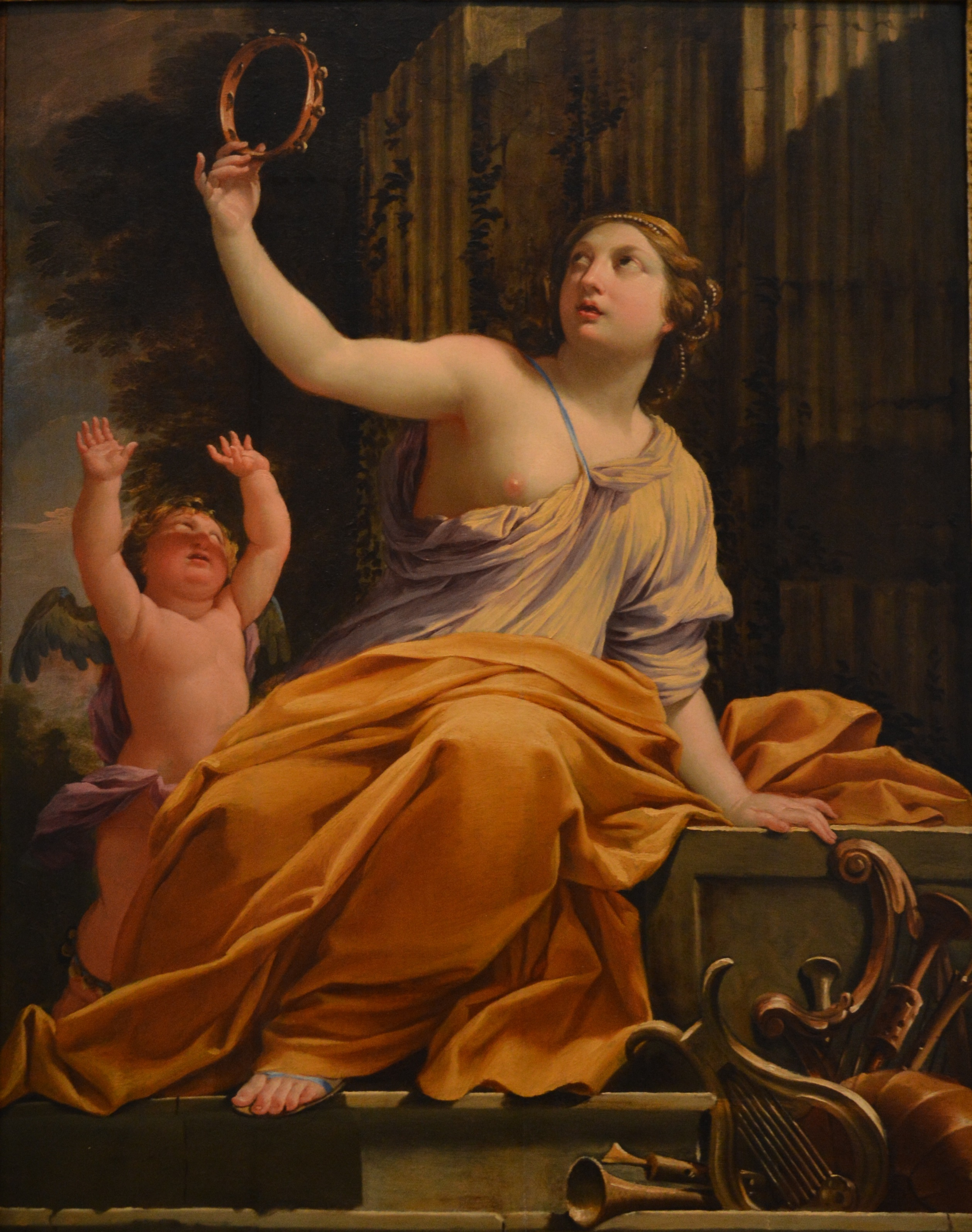
シモン・ヴーエ『エラトー』（17世紀） ニューオリンズ美術館所蔵
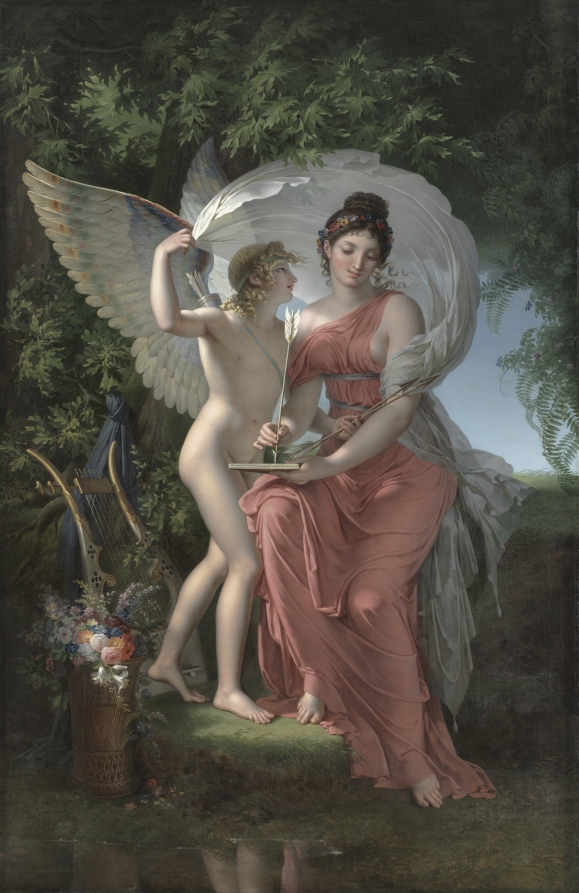
シャルル・メニエ『エラトー』（1800年） クリーブランド美術館所蔵
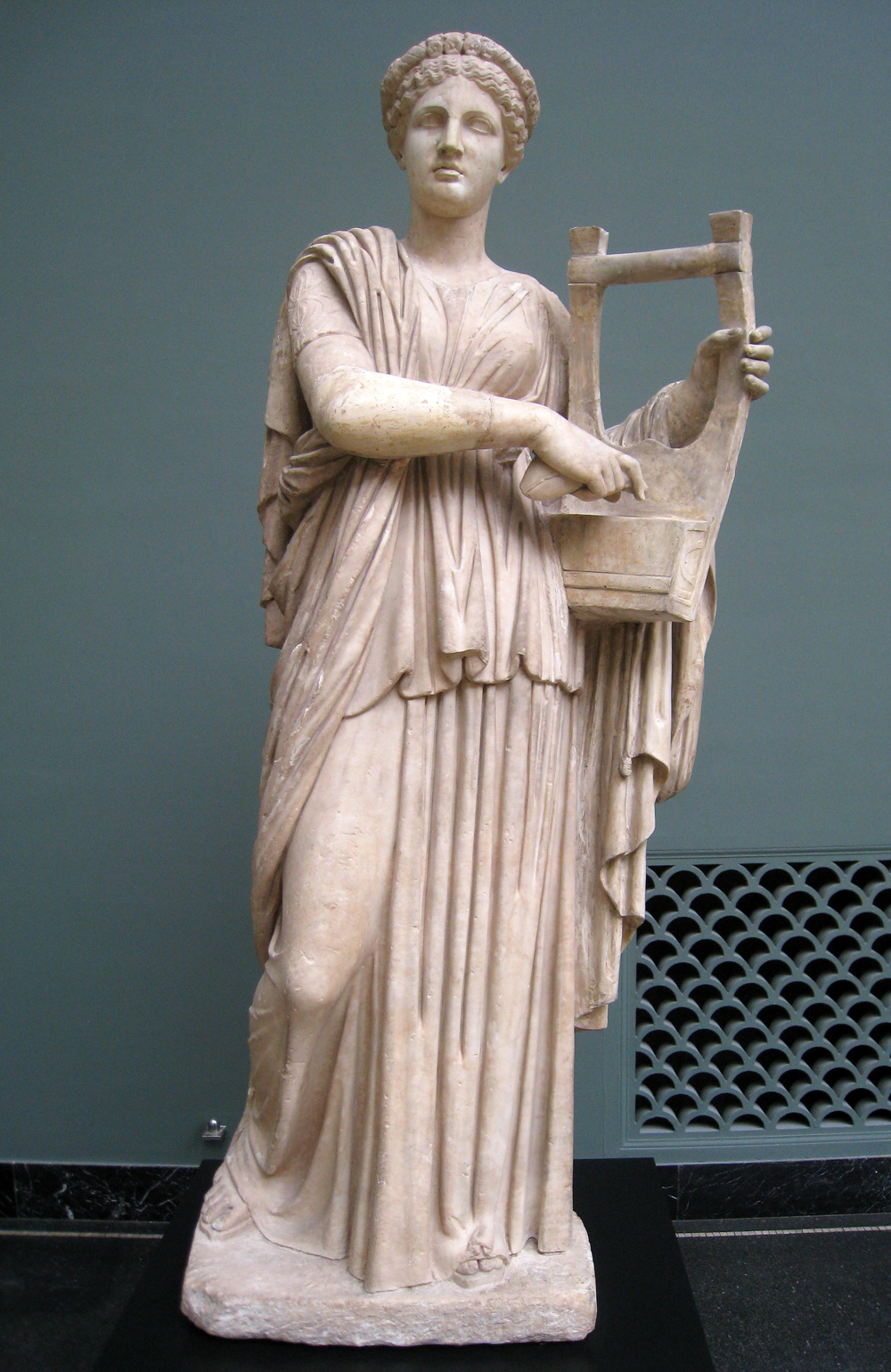
エラトーの像 ニイ・カールスベルグ・グリプトテク美術館所蔵
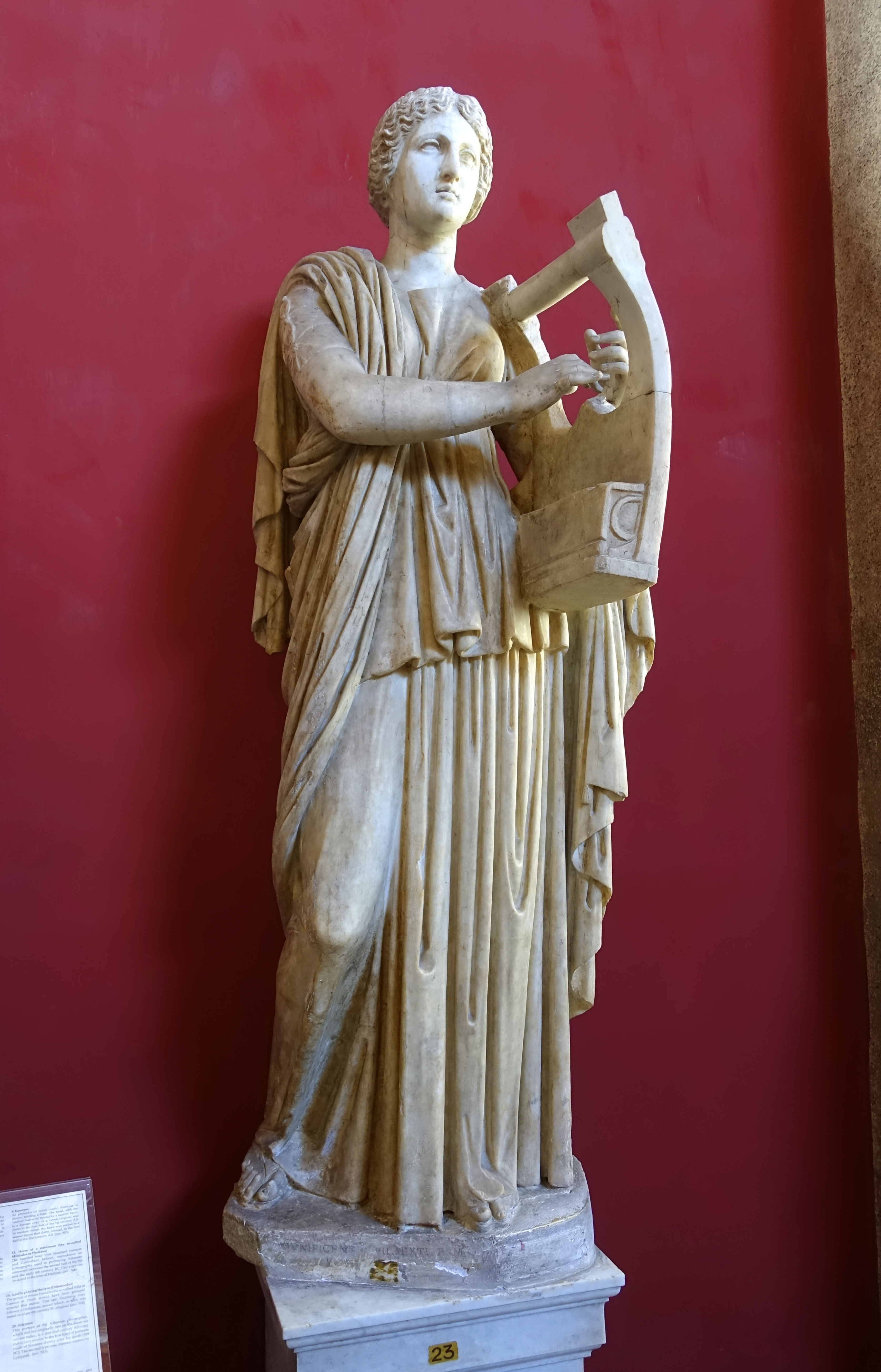
エラトーの像 バチカン美術館所蔵